# Ernest Léger
Ernest Léger (* 27. Februar 1944 in Haute-Aboujagane) ist Alterzbischof von Moncton.

## Leben
Ernest Léger empfing am 11. März 1968 die Priesterweihe.
Papst Johannes Paul II. ernannte ihn am 27. November 1996 zum Erzbischof von Moncton. Der emeritierte Erzbischof von Moncton, Donat Chiasson, spendete ihm am 29. Januar des nächsten Jahres die Bischofsweihe; Mitkonsekratoren waren Joseph Edward Troy, Bischof von Saint John, New Brunswick, und André Richard CSC, Bischof von Bathurst.
Von seinem Amt trat er am 16. März 2002 zurück.